# Anopsicus niveus
Anopsicus niveus là một loài nhện trong họ Pholcidae. Loài này được phát hiện ở México.